# Polishögskolan

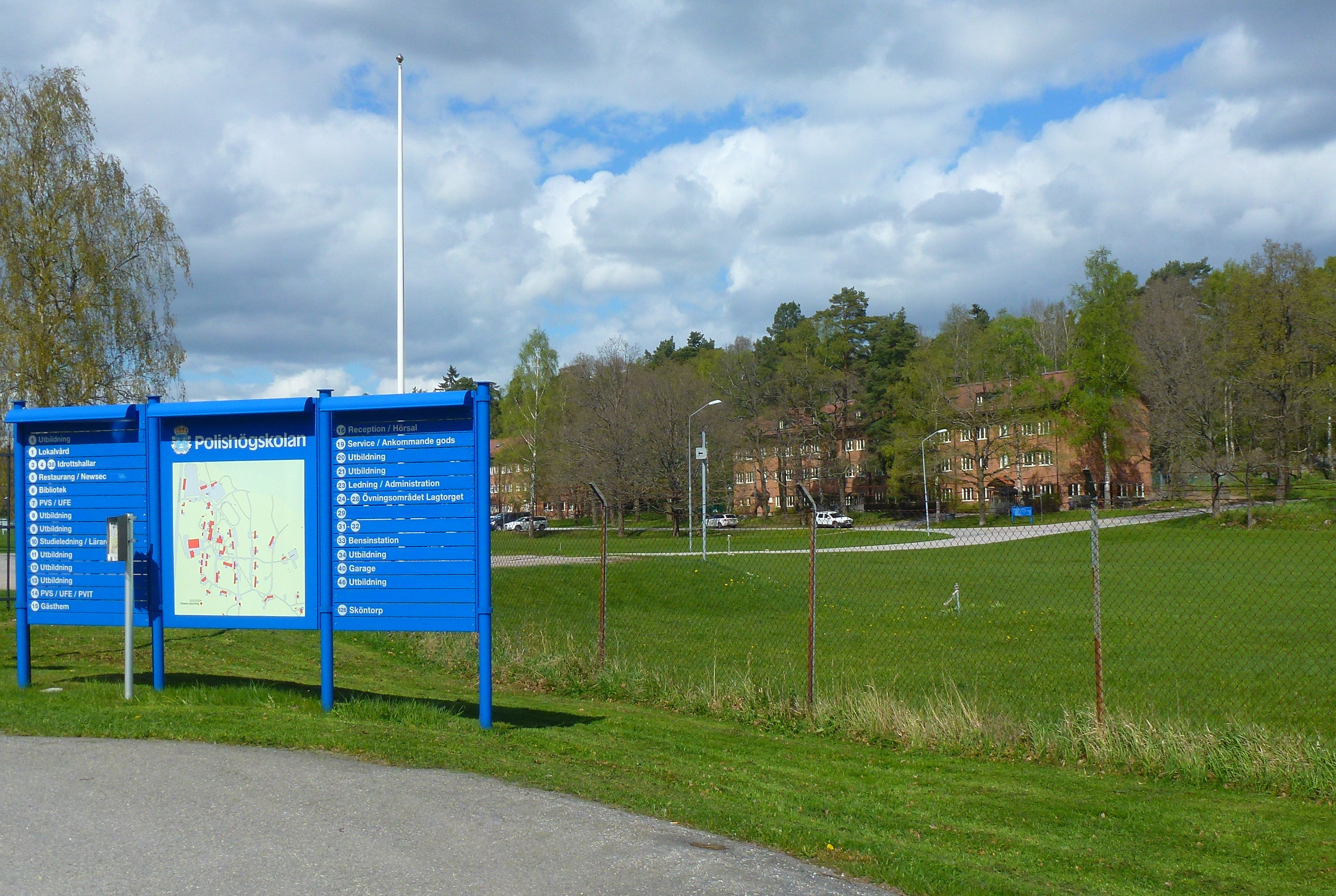
Polishögskolan i Solna

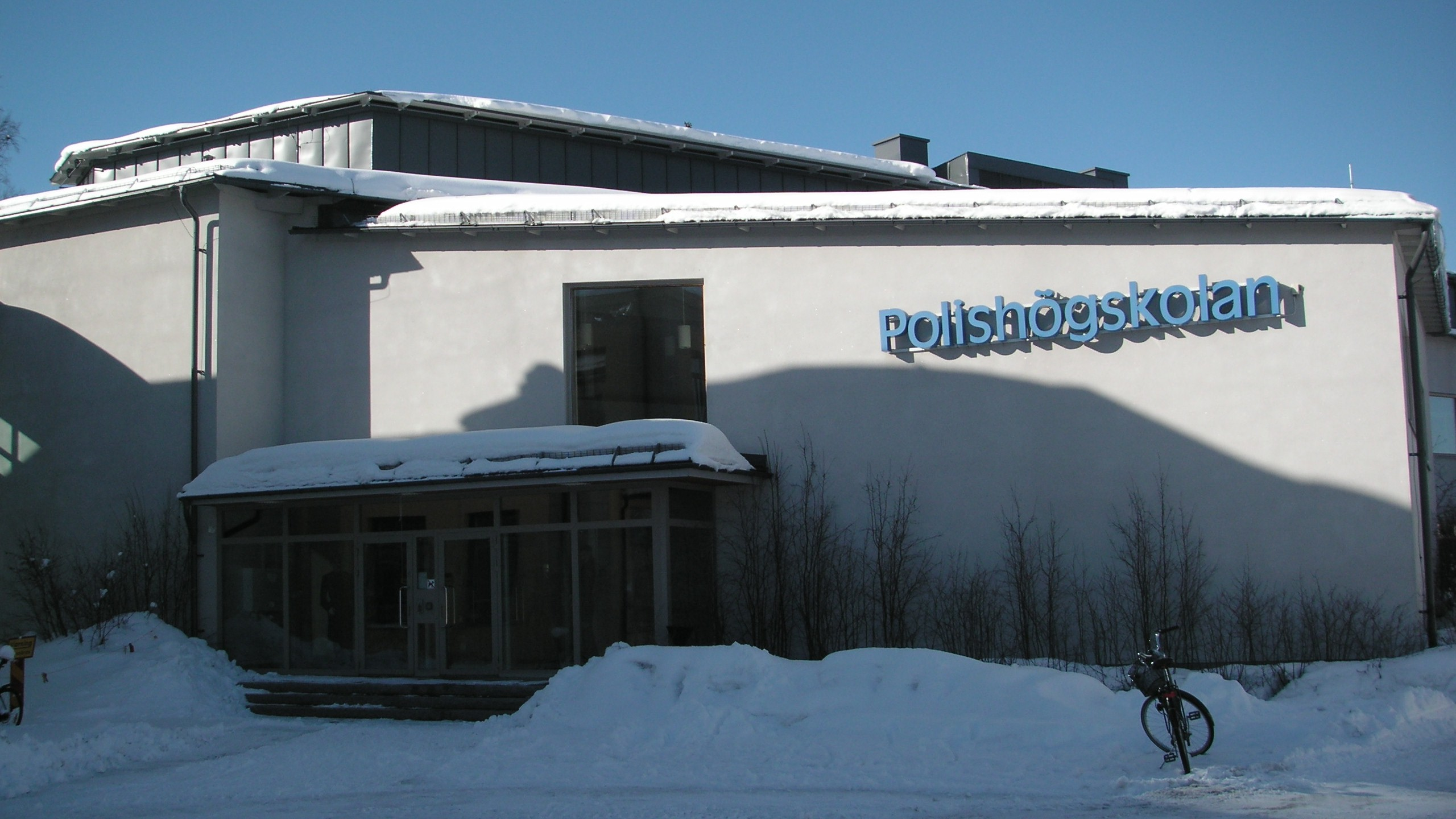
Polishögskolan i Umeå.

Polishögskolan (PHS) är hela Sveriges polisväsens kompetensutvecklingscentrum. Polishögskolan ingår som en arbetsenhet i Polismyndigheten.

## Verksamhet
Polisutbildning i Sverige bedrivs som uppdragsutbildning vid fem lärosäten:
- Umeå universitet (sedan 2000)
- Linnéuniversitetet i Växjö (sedan 2001)
- Södertörns högskola i Flemingsberg (dit den flyttades i januari 2015 från Polishögskolan i Solna, vilken grundades 1970)[3]
- Malmö universitet (sedan januari 2019)
- Högskolan i Borås (sedan januari 2019)[4]

Det har varit möjligt att läsa till polis på distans vid olika polismyndigheter från 2002 och några år efter det. Denna möjlighet återuppstod hösten 2016, då Linnéuniversitetet fick i uppdrag att återigen utbilda poliser på distans.
Verksamheten för polisutbildningen grundas på statens beslut och mål. Polisutbildningen består av fem terminer där den sista terminen består av sex månaders avlönad aspirantutbildning, som ger den studerande behörig att söka arbete som polisassistent. Redan i december 2024 utsågs Jonas Hansson vid Umeå universitet till Sveriges första docent i polisvetenskap.
I februari 2025 beslutade Enheten för polisiärt arbete vid Umeå universitet att inrätta polisvetenskap som nytt ämne för forskarutbildning, som ska inkludera både en kursdel och en doktorsavhandling.

### Kravgräns
Efter att platser stått tomma på polisutbildningen sänktes begåvningskravet år 2016 för polisaspiranter från 4 på en niogradig skala till 3 där 1 är den lägsta begåvningen. Skalan mäter den allmänna problemlösningsförmågan.

## Rektorer
- 1984–1988: Bo Nilsson
- 1989–1997: Göran Lindberg
- 2001–2007: Birgit Hansson
- 1 april 2007–2012: Ebba Sverne Arvill
- 1 februari 2012–2016: Doris Högne Rydheim
- 1 augusti 2016–ff: Tomas Rosenberg